# Laertes (postać)

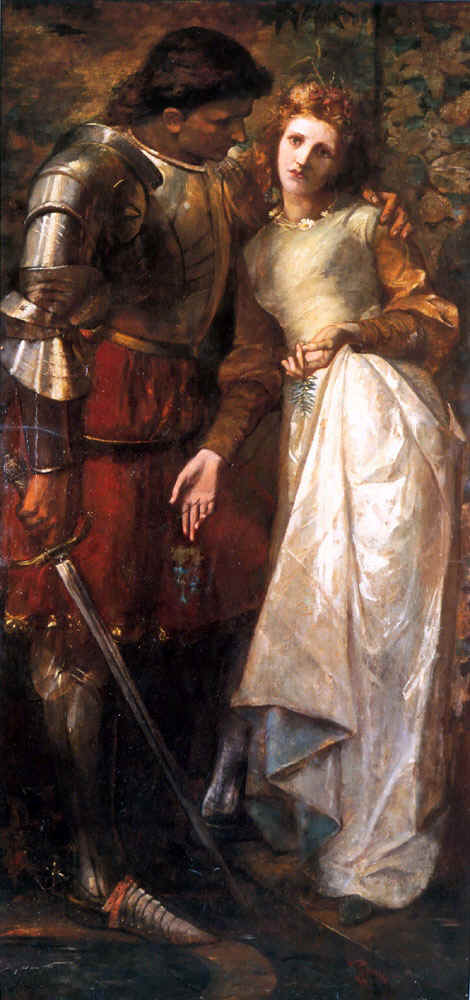
Laertes i Ofelia (na obrazie pędzla W.G. Willsa)

Laertes – postać fikcyjna, bohater sztuki Williama Shakespeare’a Hamlet, syn Poloniusza, starszy brat Ofelii.
Kształcił się w Paryżu. Postać wybuchowa i nadpobudliwa, aczkolwiek uczciwa i niezdolna do intryg. Kocha swoją siostrę i widząc, jaki wpływ ma na nią uczucie, którym darzy Hamleta, przed wyprawą do Francji prosi ją o zerwanie kontaktów z księciem. Doskonale zdaje sobie sprawę, że Hamlet nie traktuje jej poważnie, gdyż ze względu na różnicę społeczną nigdy jej nie poślubi. We Francji z nieznanych przyczyn jest szpiegowany przez ludzi ojca. Po powrocie do Danii oskarża Klaudiusza o zabicie Poloniusza i wznieca rebelię, co skutkuje wdarciem się do zamku. Od króla dowiaduje się jednak, że winę za śmierć ojca ponosi Hamlet. Laertes podczas pogrzebu siostry wyzywa księcia na pojedynek, w którym obaj giną od trucizny, którą brat Ofelii posmarował swoją szpadę. Przed śmiercią obaj młodzieńcy przebaczają sobie.